# Bambusa salarkhanii
Bambusa salarkhanii är en gräsart som beskrevs av M.K. Alam. Bambusa salarkhanii ingår i släktet Bambusa och familjen gräs. Inga underarter finns listade i Catalogue of Life.